# Ken je dat land
Ken je dat land is een nummer van Boudewijn de Groot, dat in augustus 1966 op single werd uitgebracht. Het is ook te vinden op zijn tweede album Voor de overlevenden.
Ken je dat land was wederom een lied geschreven door Boudewijn de Groot en zijn toenmalige tekstschrijver Lennaert Nijgh. Nijgh schildert zijn paradijs in landsvorm. Er is geen haat en nijd, maar altijd geluk en vrede. Het bestaat geheel uit groen bos, met kwetterende vogels. Tegelijkertijd: "Ken je dat land zo ver van hier?" Bert Paige schreef het arrangement en gaf leiding aan het orkest.
De B-kant van de single, Vrienden van vroeger is eveneens geschreven door De Groot en Nijgh. Het nummer gaat over het volwassen worden. Zonder verantwoordelijkheid kon de zanger alles doen en laten. Hij heeft nu echter vrouw en kind en een doel om te leven, en kijkt terug.
Ken je dat land bleef buiten de Nederlandse hitparades.